# Heinrich Wahlster (Politiker)
 Heinrich Wahlster (* 4. Mai 1775 in Bietschied; † 27. Februar 1848 in Zweibrücken) war ein deutscher Kaufmann, Bürgermeister und Mitglied im Provinziallandtag der Rheinprovinz.

## Leben
Heinrich Wahlster wurde als Sohn des Gutsbesitzers Johann Nikolaus Wahlster (* 28. Januar 1728; † 21. November 1817) und dessen Ehefrau Anna Margarethe Müller (* 1733; † 11. November 1791) geboren. Er häufte durch seine geschäftlichen Aktivitäten, begünstigt durch die Konfiskationspolitik Napoleons,  ein großes Vermögen an und weitete den Holzhandel, den sein Vater bereits betrieben hatte, bis nach Holland aus. Daneben betätigte er sich als Mosel- und Rheinflößer und kaufte zahlreiche  Immobilien, wie den Eschberger Hof und den Rodenhof sowie 400 Morgen Land in den Saarwiesen. Er baute ein Gestüt mit über 200 Pferden und betrieb Handel mit Napoleons Armee.

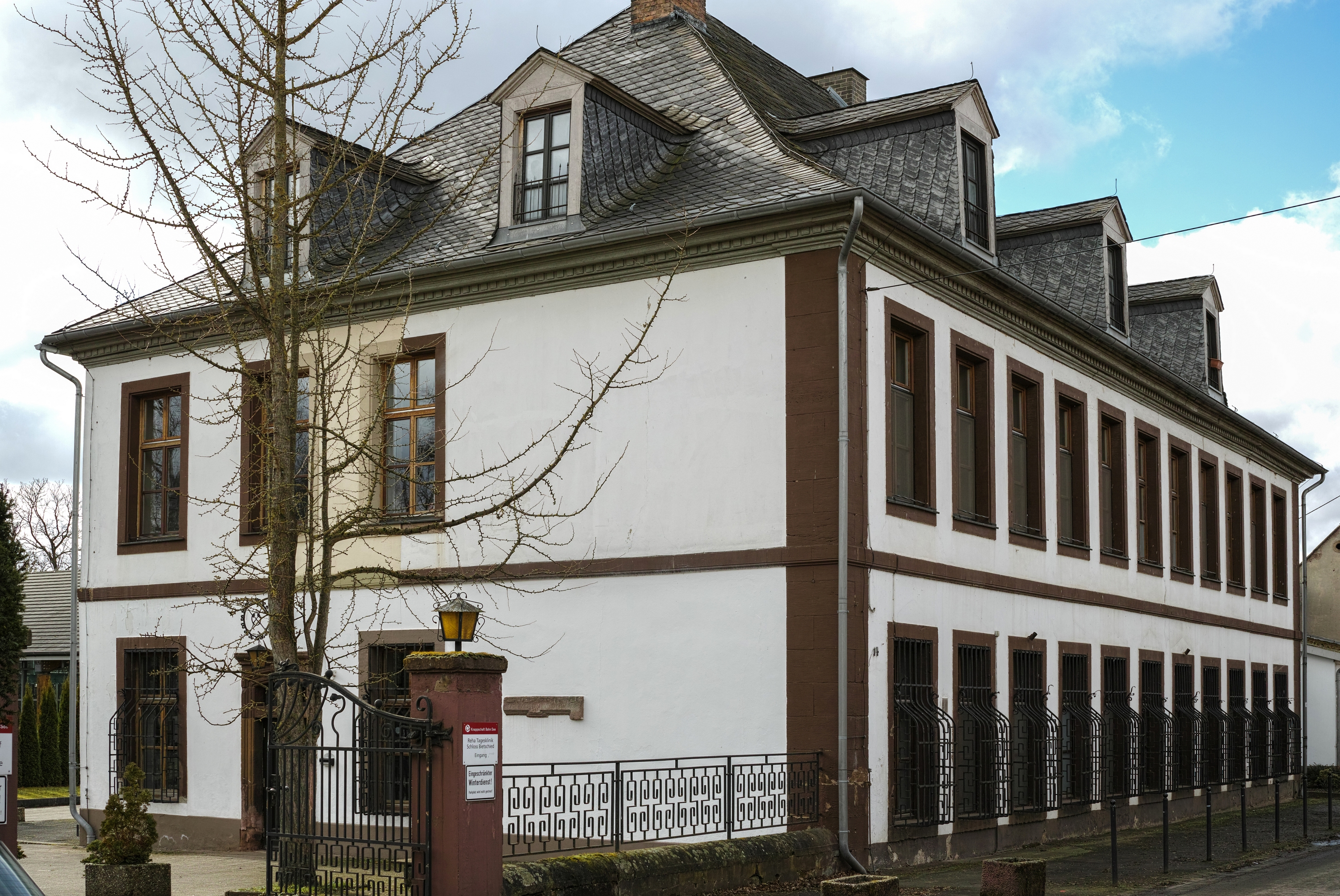
Schloss Bietschied, 1810 von Heinrich Wahlster errichtet

Am 2. Februar 1804 heiratete er in Mannheim Susanna Regina Renner (1776–1848), und ebenfalls 1804, am 2. Dezember, nahm Wahlster als Deputierter des Département de la Sarre an der Krönung Napoleons in der Kathedrale Notre-Dame de Paris teil. 1810 ließ er das Herrenhaus Schloss Bietschied errichten. An dem Ort hatte zuvor sein Großvater ein Hofgut erbaut. 1813 wurde Wahlster Maire (Bürgermeister) des Köllertals, im Jahr darauf in Heusweiler, Hauptort im Köllertal. Dieses Amt hatte er bis 1822 inne. Im lokalen Volksmund wurde er „De aldee Wahlschder“ genannt. Er gehörte 1826 und 1830 als Abgeordneter des Standes der Landgemeinden im Regierungsbezirk Trier dem Provinziallandtag der Rheinprovinz an.
Heinrich Wahlster hatte die Kinder Emma Thekla (* 1804), Heliane Lais (1806–1881) und Henry Eugen Lucian (1809–1892).

## Sonstiges
Das Appellationsgericht Zweibrücken befasste sich am 28. Juni 1841 mit der Klage der Ehefrau auf Gütertrennung. Das Bezirksgericht Zweibrücken hatte die Klage abgewiesen. Das Gericht bewertete die Klage in zweiter Instanz als zulässig, jedoch wegen der Vermögenslage des Ehemannes als unbegründet. Außerdem urteilte das Gericht am gleichen Tag über die Berufung der Tochter Heliane Lais Wahlster und deren Ehemann Heinrich Fuchs gegen das Urteil des Bezirksgerichts Zweibrücken über die Prodigalitätsklage (Verschwendungssucht) aus dem Jahr 1839. Die Klage wurde als unbegründet zurückgewiesen.
Am 16. März 1852 ließen die Kinder Heliane und Eugen als Erben ihrer Eltern eine größere Menge Wein (ca. 25.000 Liter) notariell versteigern. Ebenso wurden am 10. Mai 1855 den Erben gehörende Immobilien  in erheblichem Umfang versteigert.